# 한은선
한은선(1983년 2월 12일)은 대한민국의 배우이다.

## 학력
- 세종대학교 회화과 학사

## 출연 작품

### 드라마
- 《올드미스 다이어리》 (2004년, KBS2)
- 《어여쁜 당신》 (2005년, KBS1)
- 《백만장자와 결혼하기》 (2005년, SBS)
- 《진짜 진짜 좋아해》 (2005년, SBS)
- 《있을 때 잘해!!》 (2006년, MBC) - 김은아 역
- 《여사부일체》 (2008년, OCN) - 일진 역
- 《신사의 품격》 (2012년, SBS) - 영란 역
- 《유령》 (2012년, SBS) - 간호사 역
- 《야왕》 (2013년, SBS)
- 《별에서 온 그대》 (2013년~2014년, SBS) - 천송이 담당 메이크업 아티스트 역
- 《후아유》 (2013년, tvN) - 장연희 역 (특별출연)
- 《응급남녀》 (2014년, tvN) - 오진희의 친구 역
- 《닥터 이방인》 (2014년, SBS) - 은민세 역
- 《마녀의 성》 (2015년, SBS) - 나순심 역
- 《치즈인더트랩》 (2016년, tvN) - 이모나 역
- 《최악의 요리대결》 (2017년, 웹드라마) - 크리스티나 역
- 《다시 만난 세계》 (2017년, SBS) - 동창 역
- 《크리미널 마인드》 (2017년, tvN) - 한나영 역
- 《위대한 유혹자》 (2018년, MBC)
- 《나는 길에서 연예인을 주웠다》 (2018년, wavve) - 문희 역
- 《운명과 분노》 (2018년, SBS) - 이현정 역
- 《리갈하이》 (2019년, JTBC) - 천미리 역
- 《우아한 가》 (2019년, MBN) - 오은주 역

### 영화
- 《비열한 거리》 (2006년) - 엔딩 룸싸롱 나가요 2 역
- 《다세포 소녀》 (2006년) - 에로틱랠름교 일당 / 여신도 역
- 《화려한 휴가》 (2007년) - 간호사 2 역
- 《내 사랑》 (2007년) - 호스티스 역
- 《그녀에게》 (2007년) - 그녀 역
- 《나는 행복합니다》 (2009년) - 소연 역
- 《이별의 능력》 (2009년) - 은선 역
- 《공모자들》 (2012년) - 오박사 간호사 역
- 《완득이》 (2012년) - 과거 캬바레 여직원 역
- 《조난자들》 (2014년) - 유미 역
- 《바람 바람 바람》 (2018년) - 30대 여인 역
- 《시,나리오》 (2020년) - 송해림 역
- 《킬링톡》 (2021년)

### 뮤직비디오
- 싱어송라이터 달솔아 - 헤어져서 미안해 2018년
- 타임 (Feat. 서영은) - 오아시스 (2009년)
- 愛無以復加 - 중국 아이돌 가수 유펑(余枫, Yu Feng) (2016년)